# Никонцы (Смоленская область)
Никонцы — деревня в Руднянском районе Смоленской области России. Входит в состав Понизовского сельского поселения. Население — 99 жителей (2007 год). 
Расположена в западной части области в 49 км к северо-востоку от Рудни, в 9 км западнее автодороги Р133 Смоленск — Невель. В 50 км юго-западнее деревни расположена железнодорожная станция Рудня на линии Смоленск — Витебск. 

## История
В годы Великой Отечественной войны деревня была оккупирована гитлеровскими войсками в июле 1941 года, освобождена в октябре 1943 года.

## В 2025 году проживает 19 человек.Есть памятник посвященный солдатам 2 мировой войны.
1. ↑  Освобождение Смоленщины./Энциклопедия Смоленской области. Дата обращения: 5 декабря 2013. Архивировано 27 августа 2016 года.